# Hamadryas kingii
Hamadryas kingii är en ranunkelväxtart som beskrevs av Joseph Dalton Hooker. Hamadryas kingii ingår i släktet Hamadryas och familjen ranunkelväxter. Inga underarter finns listade i Catalogue of Life.